# アドルフ・ザウラー
アドルフ・ザウラー（Adolph Saurer AG）は、スイス、トゥールガウ州アルボンに本拠を置く商用車メーカー。乗用車の開発から始まり、主に軍用車両、トラックおよびバス（トロリーバス）の製造を行っており、スイス国内では最古となるトラックメーカーであった。ザウラーで製造された軍用車両は戦間期に欧州全地域で使用されている。
今日におけるグローバル繊維機械メーカーであるザウラー社（Saurer AG）は、2007年エリコンに買収され傘下企業となり、2012年12月3日に中国の金胜粮油集团（Jinsheng Grain and Oil Group）に繊維機械部門を約6億5,000万スイスフラン（約760億円）で売却し、社名をザウラー（Saurer.）に変更している。

## 歴史

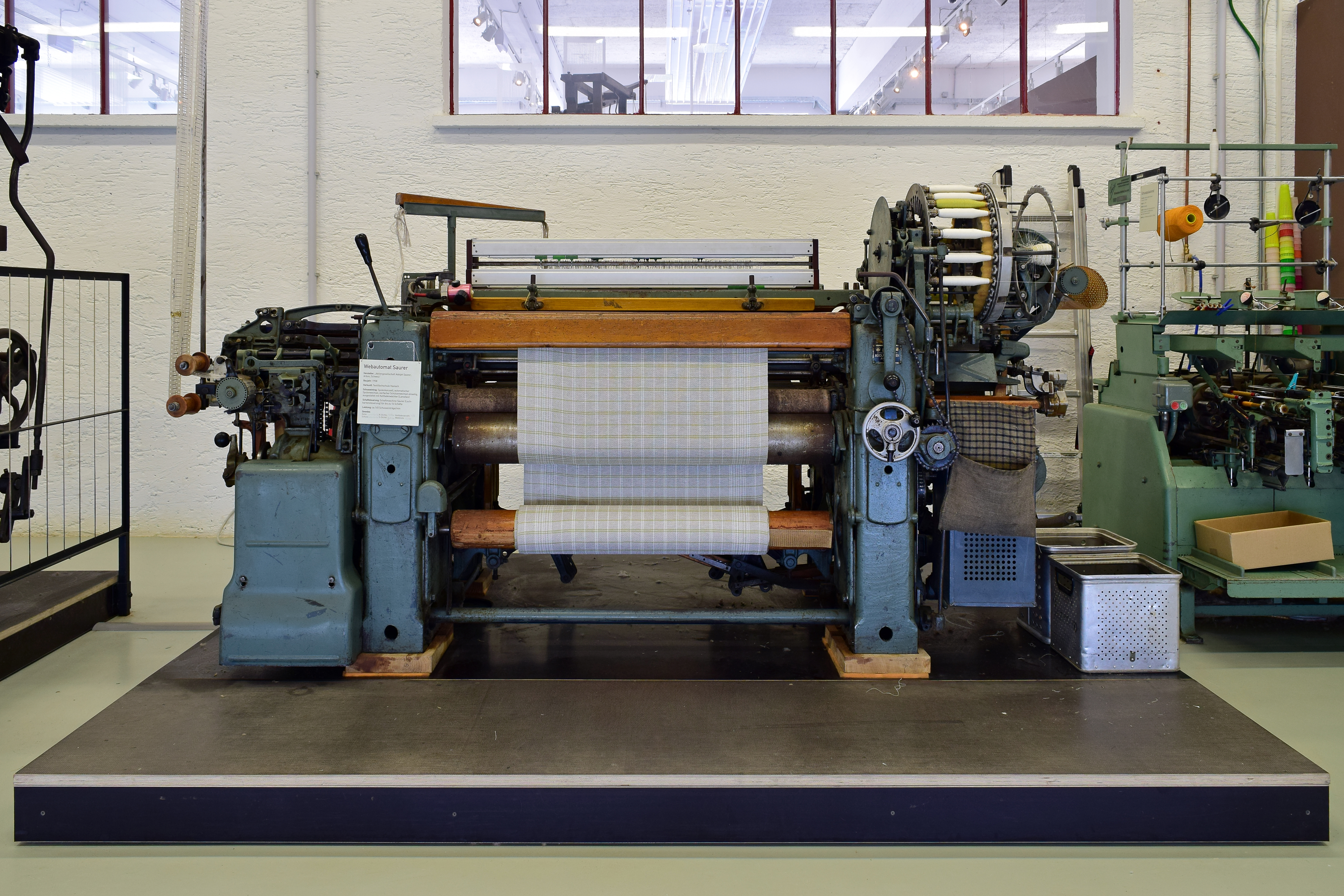
1958年に製造された織機

1853年、フランツ・ザウラー（Franz Saurer）によってザンクト・ガレンで家庭用鋳物工場として創業する。その後アルボンに移転し、1869年に刺繍用機械の製造を開始している。また、スイス東部は聖ガレン刺繍（St. Gallen embroidery）として刺繍の一大生産地として著名であった。ザウラー社は装飾機製造で順調に業績を伸ばし、スイス国内において最大となる個人事業主にまで成長している。1882年にフランツが亡くなった後、同社は内燃機の実験に大きな関心を持っていた息子、長男アドルフによって会社は引き継がれエンジンの研究が開始されている。
1888年、刺繍機と並行で少数のエンジン製造を開始しており、1897年に6馬力の水平対向エンジンを搭載した4人乗りワゴン車「フェートン」を世に送り出している。1902年には4気筒のTヘッドエンジンを搭載したセダンシャーシのモデルが製造されている。
1908年にはディーゼルエンジンの製造を開始しており、この事業にルドルフ・ディーゼル自身も参加している。なおエンジン製造のみとなり、車両には搭載されていない。

### 商用車製造

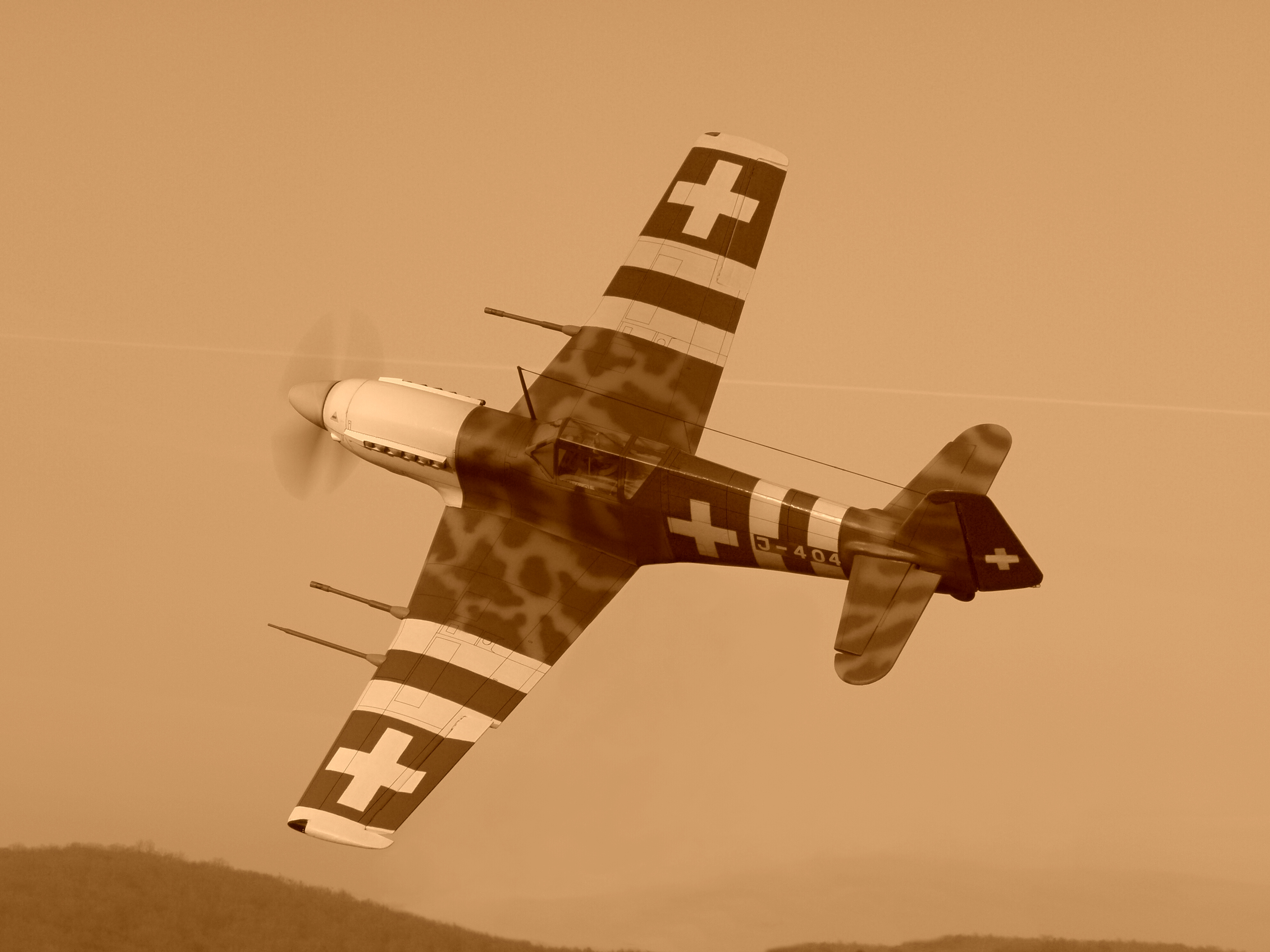
スイス空軍のDoflug D-3802A

1903年、商用車の製造を開始。この事業が成功したことで1914年以降、商用車分野へ注力している。また同時期にバスの製造も行っている。第一次世界大戦時にはフランスで開発された航空機用エンジン「イスパノ=スイザ 12Y」を基にスイス空軍向けの「YS-2」と「YS-3」航空機エンジンを開発しており、Doflug D-3802ならびにDoflug D-3803戦闘機に搭載されている。
ザウラーは短期間で様々な技術革新を行ったことで、ディーゼルエンジンに関し世界的に著名なメーカーとなり、アメリカ、イギリス（アームストロング=ザウラー）、イタリア（OM）、オーストリア（シュタイア・ダイムラー・プフ）、ドイツ（MAN）、フランス（ユニック）、ユーゴスラビア（FAP）など各国でディーゼルエンジンのライセンス生産が行われている。このほか、オーストリアではザウラー・オーストリアが設立され、エンジンだけでなく車両のライセンス生産も行っており、アメリカではザウラー・モーター・トラック社を設立しマック・トラックスと合併。インターナショナル・モーター・トラック・カンパニー（IMTC）を設立している。ザウラーブランドを使用した製造と販売を1918年まで行い、最終的にIMTCは1922年、マック・トラックスへ吸収合併されている。
1929年にはスイスの商用車メーカーであり、ライバルであったベルナ社（Berna）を買収し、ベルナブランドとして販売が継続されている。1950年代には商用車の輸出部門に陰りが見え始めたため、鉄道と船舶用ディーゼルエンジンの製造を開始している。
1930年以降、ザウラーはスイス国内における中大型トラック製造業者としての主要メーカーとなっており、第二次世界大戦では中立を宣言したため他国に関与せず、スイス軍に対し多数の軍用車両を納入している。

#### 第二次世界大戦

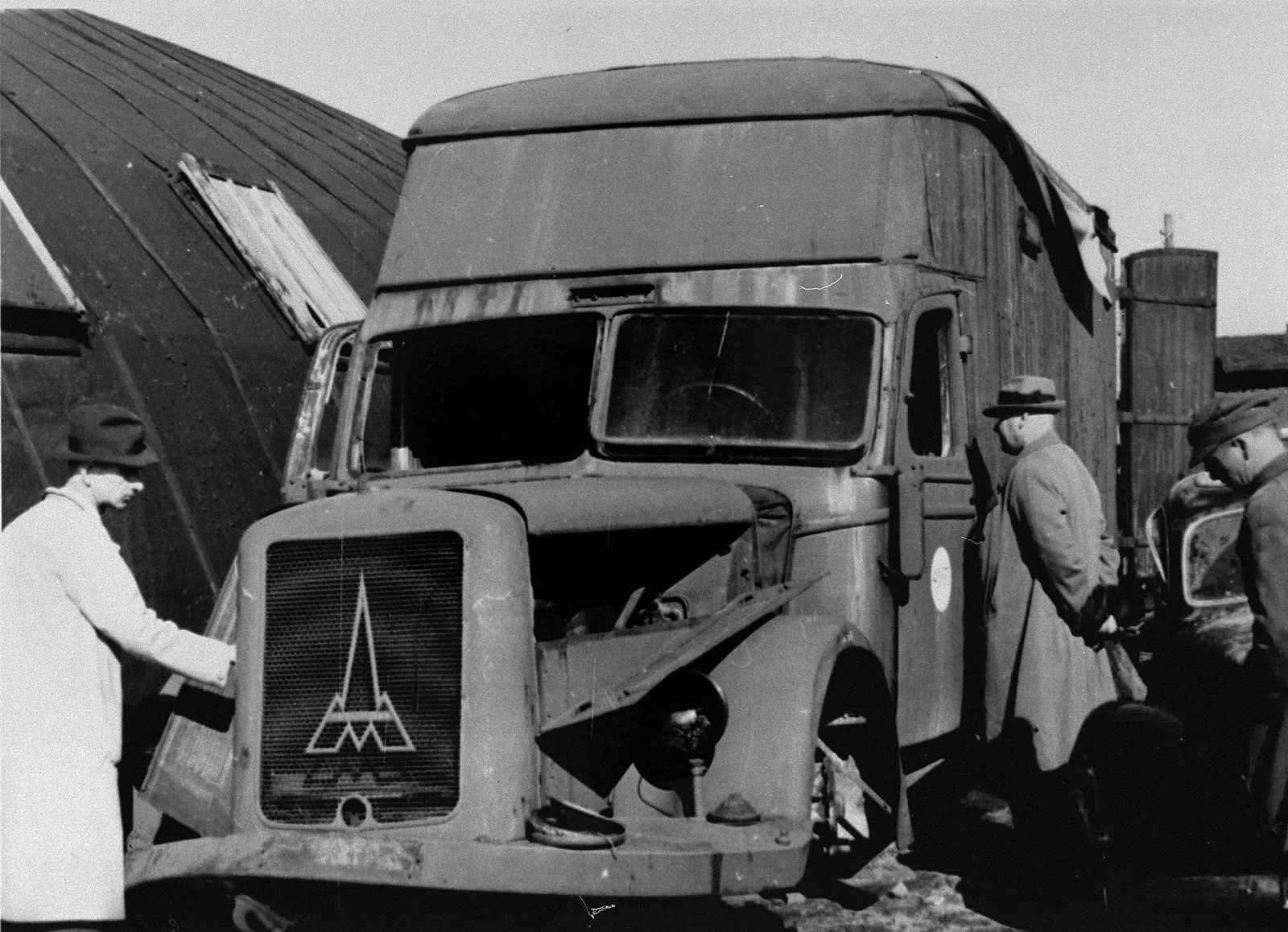
ヘウムノ強制収容所近辺で発見されたガスワーゲン（この車両はマギルス=ドイツ製）証拠隠滅のため破壊されていた

第二次世界大戦では、ザウラートラック「BT 4500」と「5 BHw」を改造した「ガスワーゲン」がナチス・ドイツの命令によりカイザーズ・テンゲルマン（秘匿名:カイザーのコーヒーショップ）で製造され、ヘウムノ強制収容所の処刑に使用されている。ガスワーゲンは収容者を後部荷室に乗せ、処分場（森）に向かうまでにトラックから排出された排気ガスによって引き起こされる一酸化炭素中毒を利用した収容者への処刑を行っていた。

### 合併から消滅へ
1982年スイスのトラックメーカーであるフランツ・ブロジンセヴィッチ・ヴェッツィコーン（Franz Brozincevic Wetzikon）と合併し、アルボン商用車共同体 & ヴェッツィコーン社（Nutzfahrzeuggesellschaft Arbon & Wetzikon, NAW）を設立。その後ダイムラー・ベンツがNAWを買収したことにより、ザウラーと並行でメルセデス・ベンツトラックの製造を開始している。しかし、ザウラーの需要が下がったことによりザウラーブランドの廃止を決定。エンジン開発部門はイタリア、フィアットグループの商用車部門となるイヴェコに引き継がれている。最終的にNAWも2003年に清算された。
1990年以降、ザウラーAGとして繊維機械製造に注力しており、売上高16億ユーロ、従業員数9,000人を擁する世界有数の繊維機械メーカーとなっている。2007年にエリコンにより買収されたことで傘下入りしており、2012年12月3日に中国の金胜粮油集团（Jinsheng Grain and Oil Group）に繊維機械部門を約6億5,000万スイスフラン（約760億円）で売却し、社名をザウラー（Saurer.）に変更し現在に至る。

## 画像

### トラック

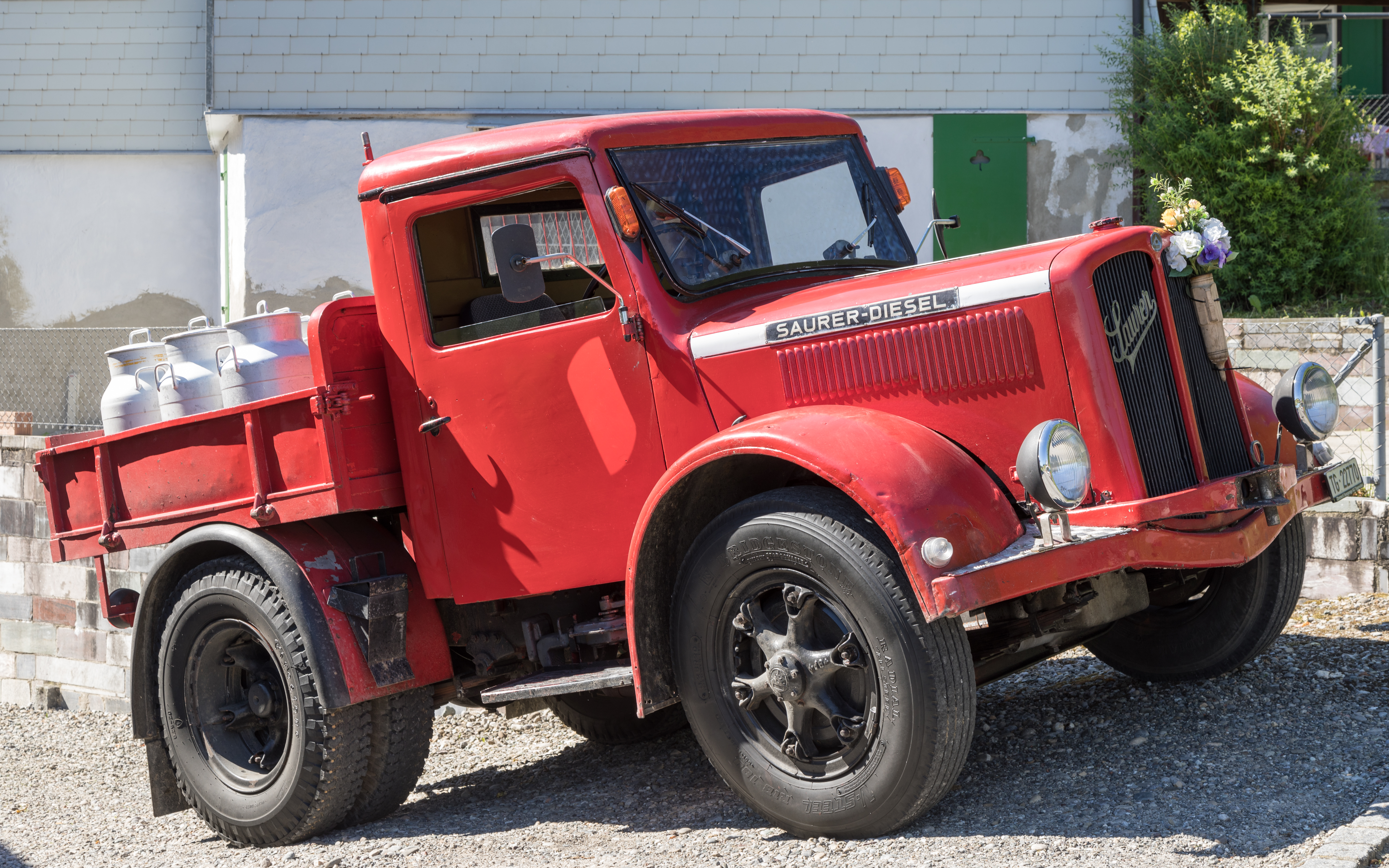
1951年式ザウラートラクター
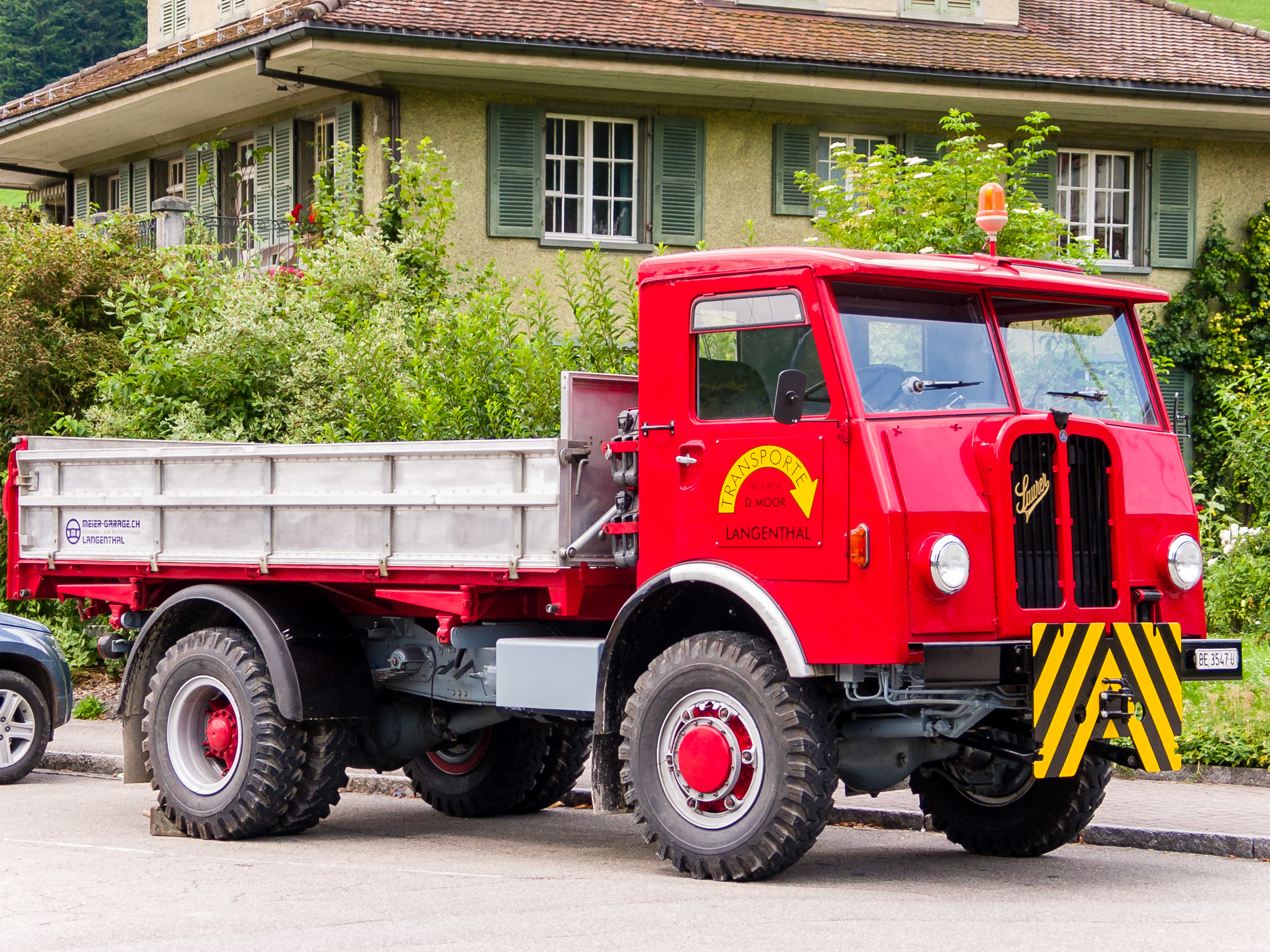
5 CMキャブオーバートラック
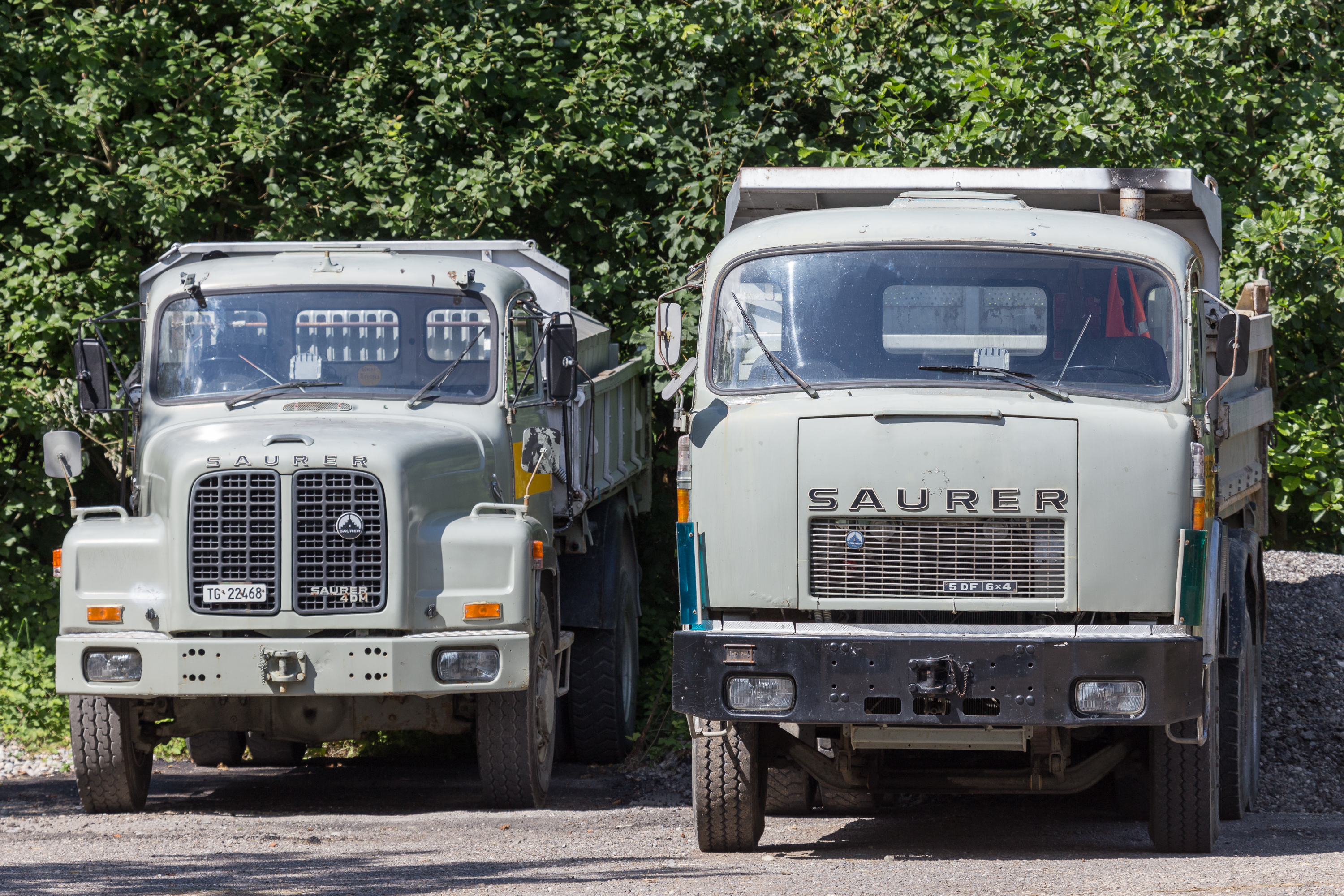
4DMと5DFダンプカー
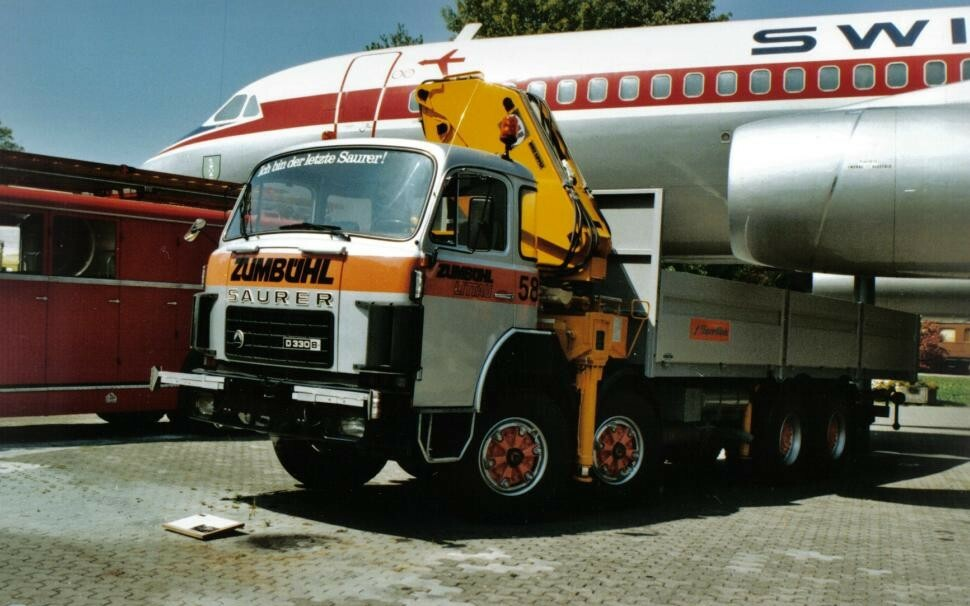
ザウラートラック民間モデル最終型
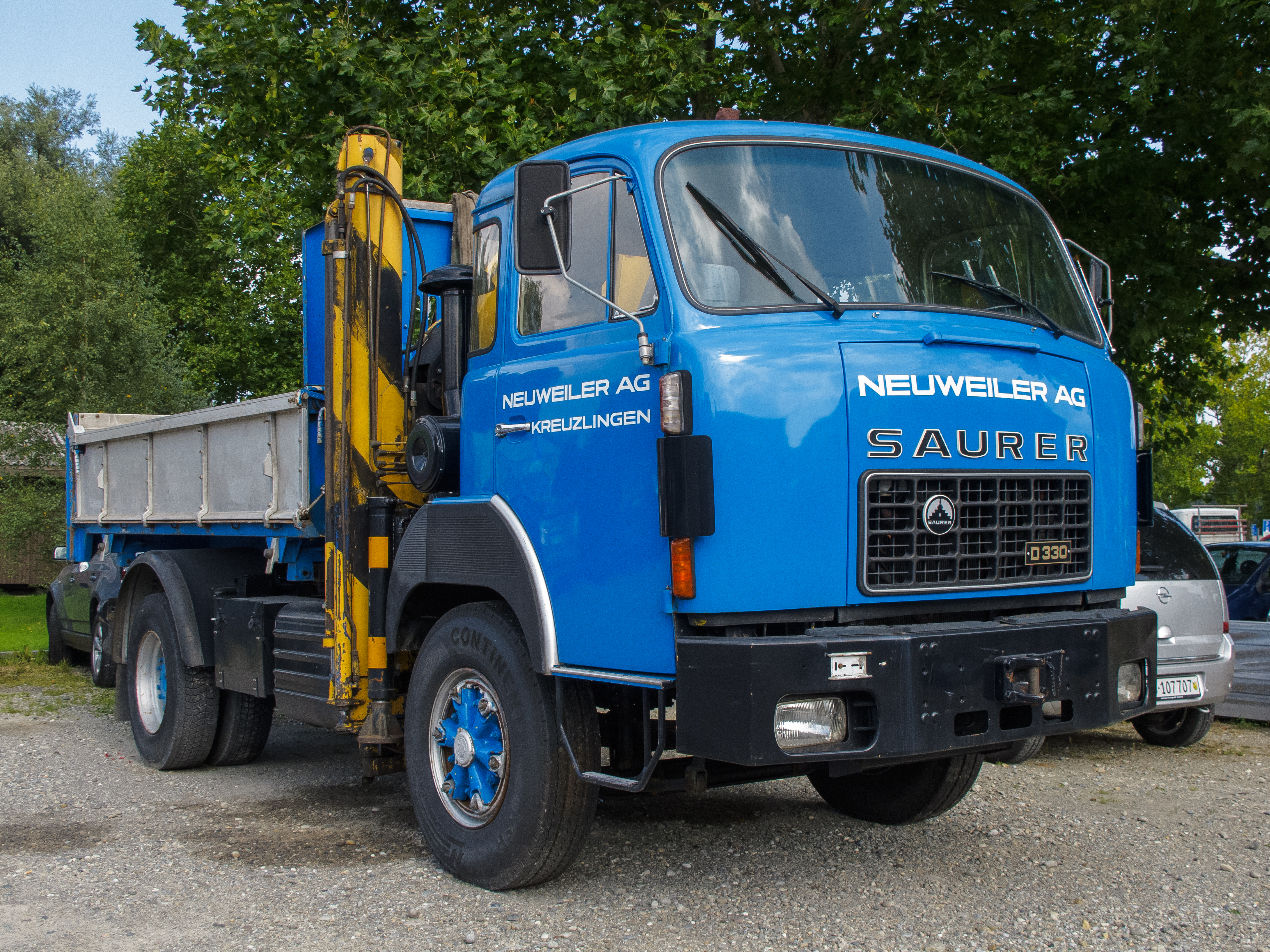
ローディングクレーン付きザウラーD330
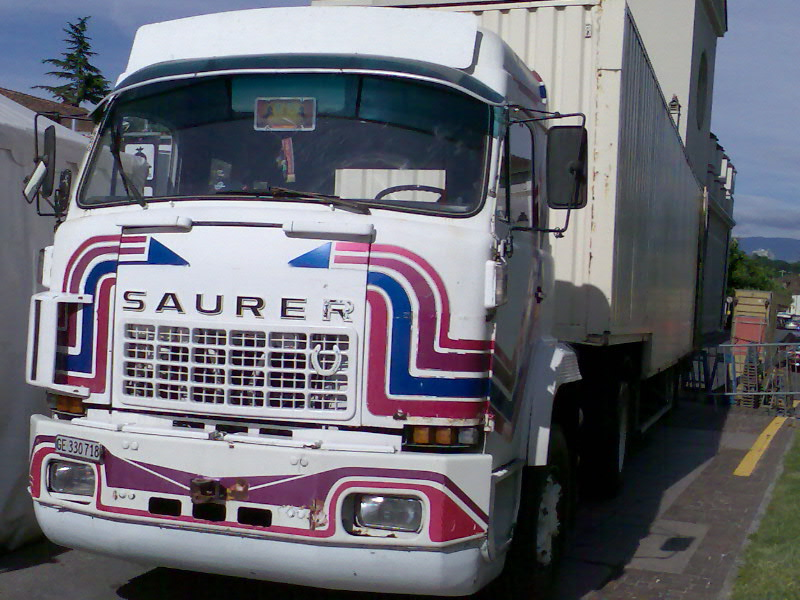
ザウラー LKW

### バス

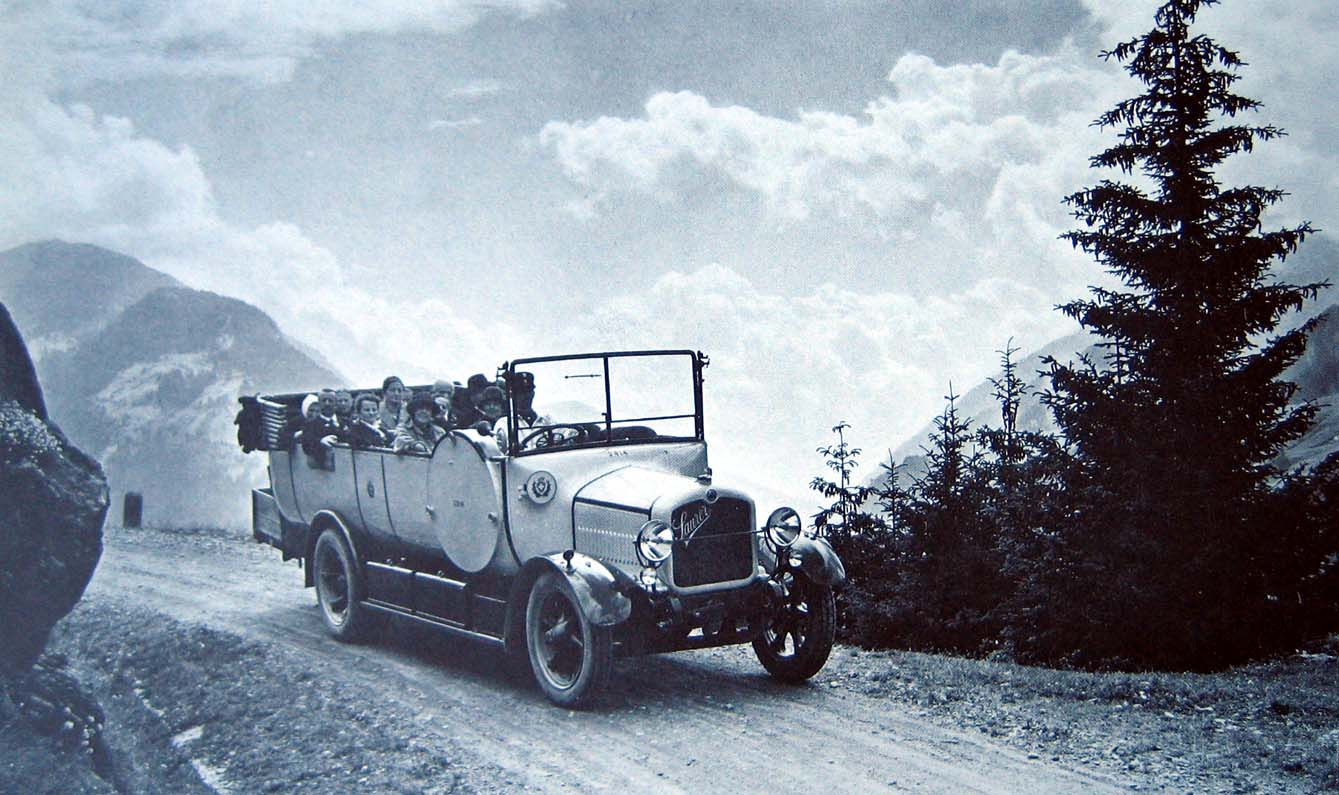
1930年に撮影されたポストバス、ザウラーAD「アルペン」
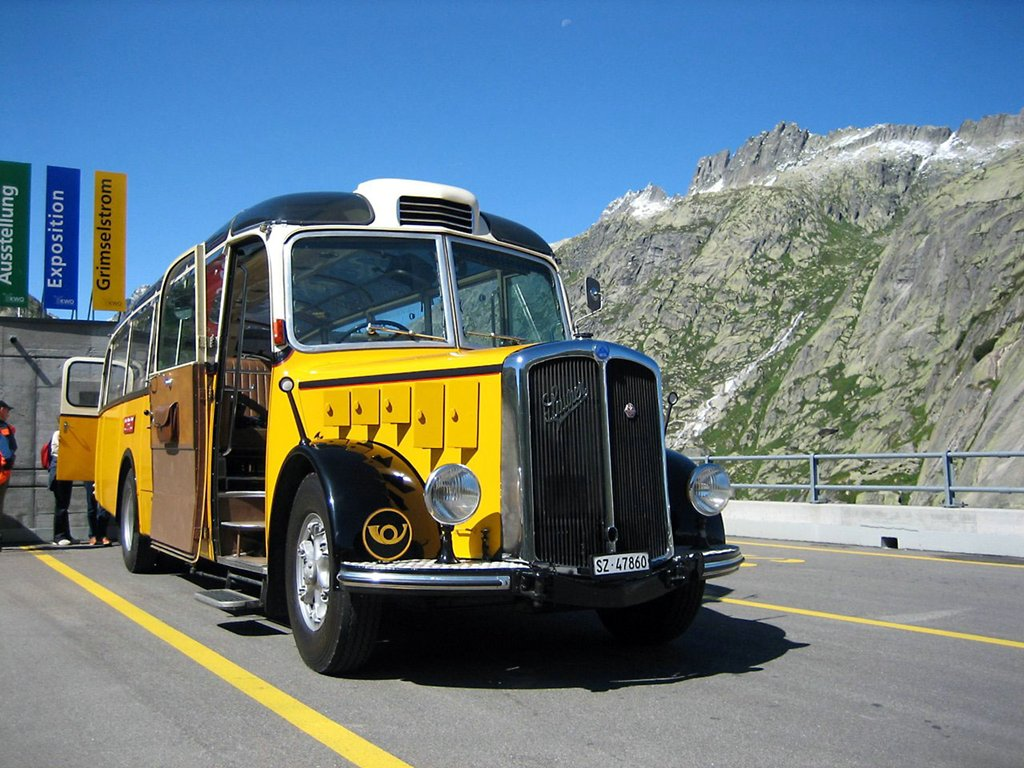
L4CタイプIIIaポストバス
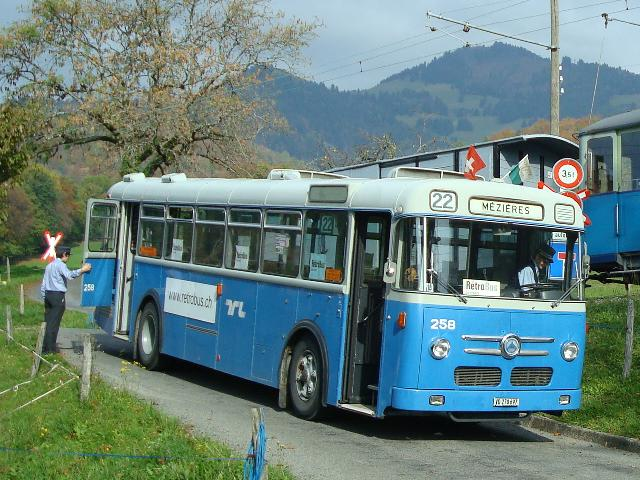
旧ローザンヌトラムウェイバス
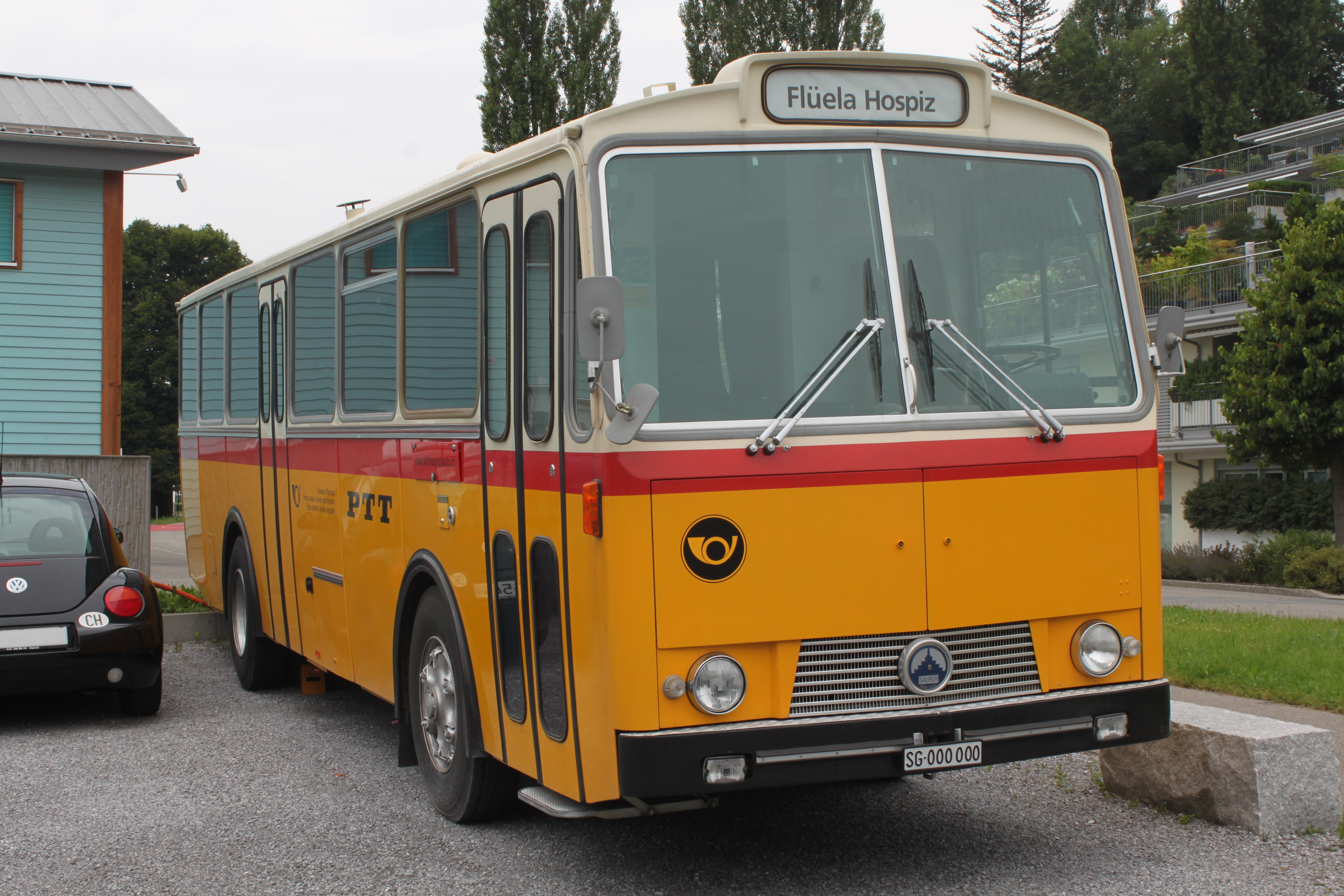
3DUK-50ポストバス
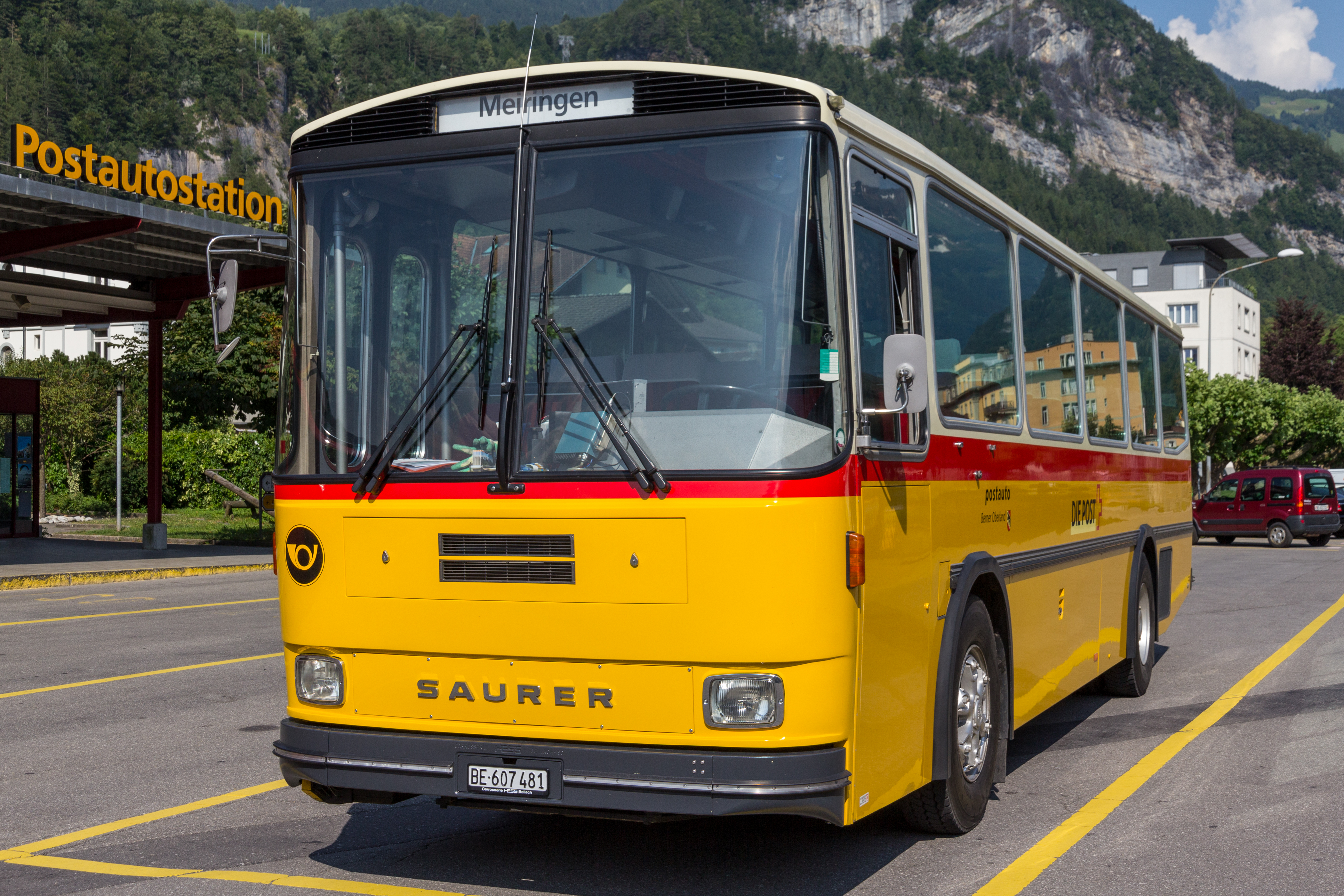
ザウラーRH525ポストバス

### トロリーバス

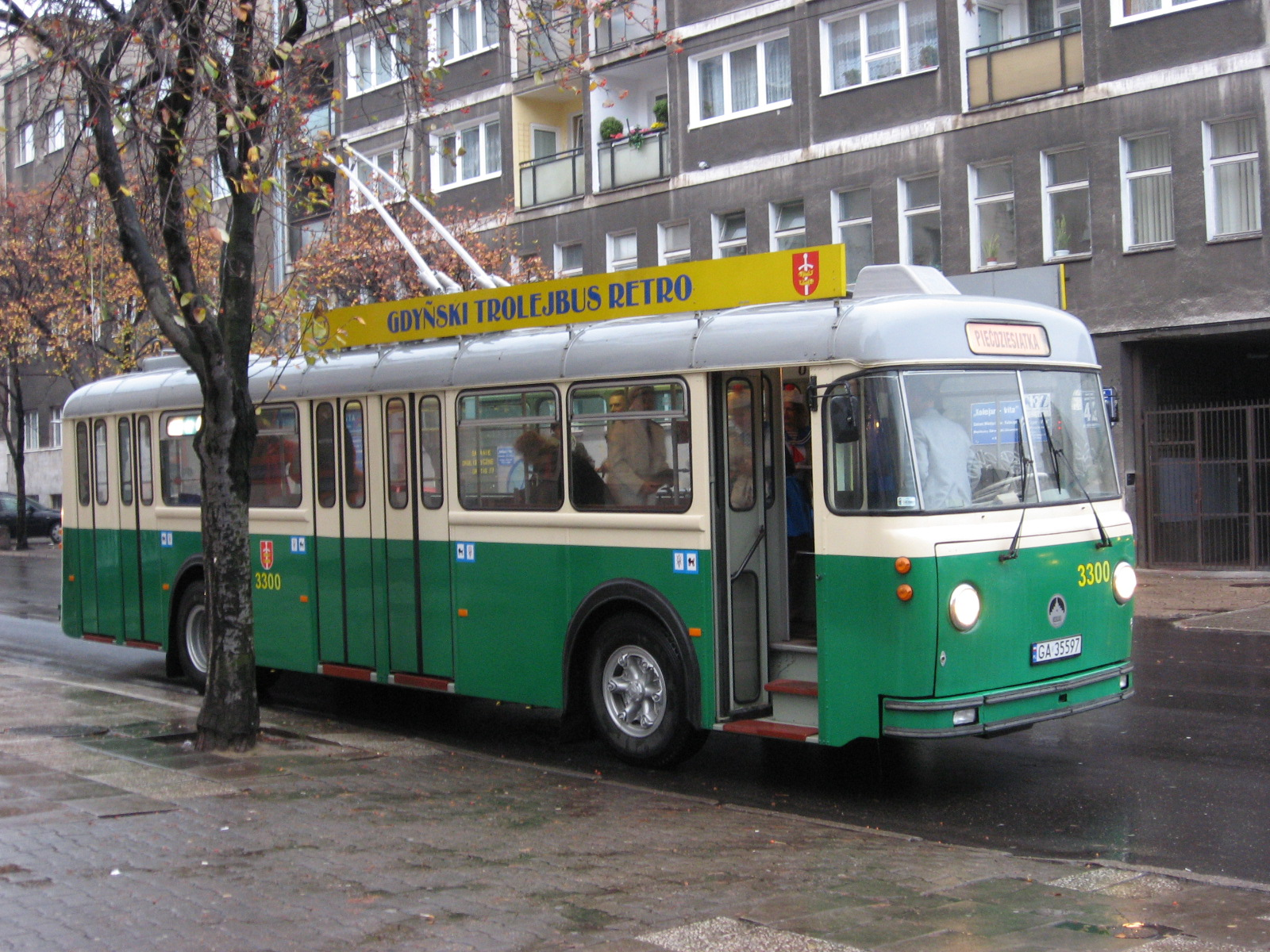
411LMトロリーバス
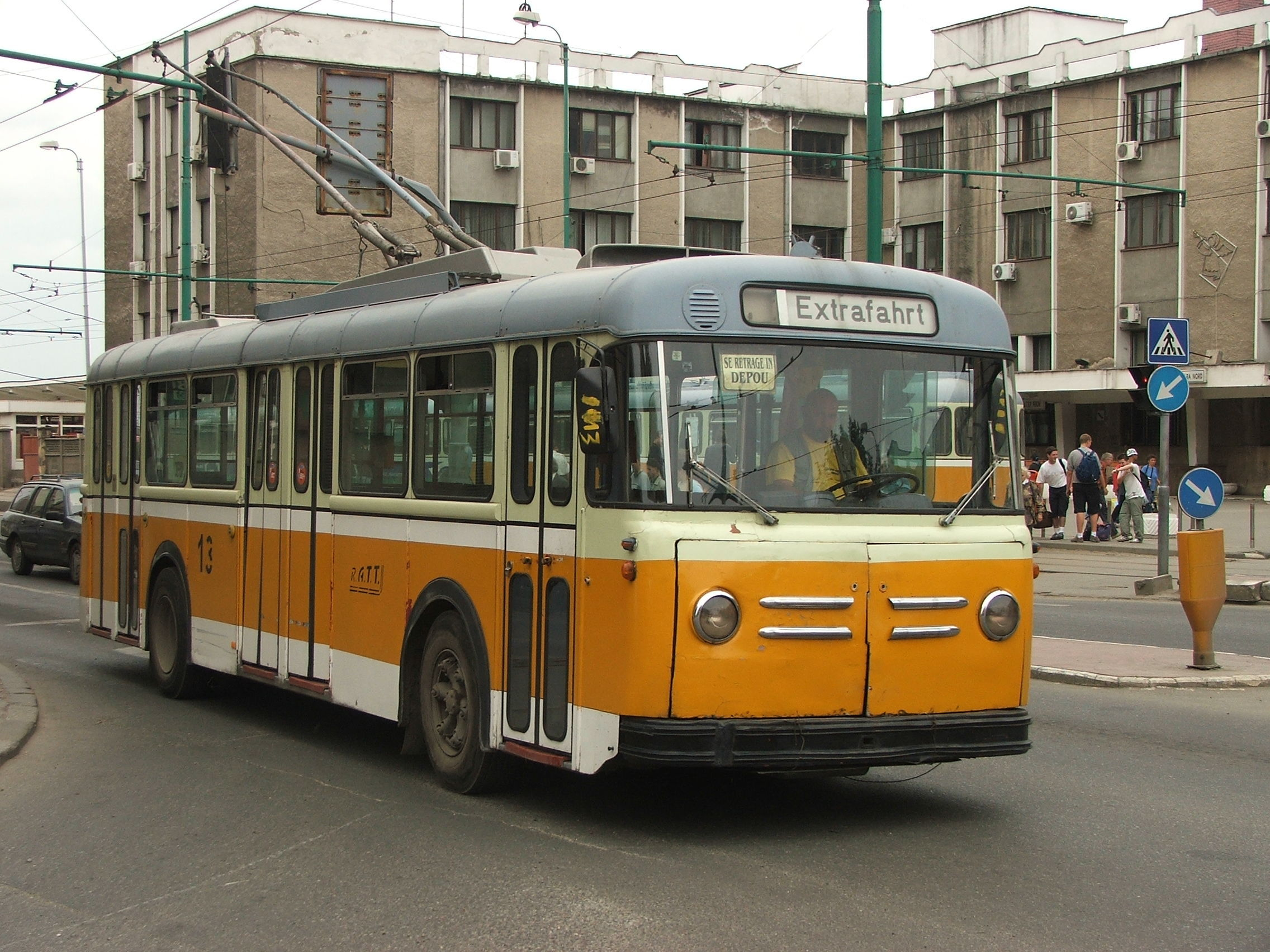
415トロリーバス
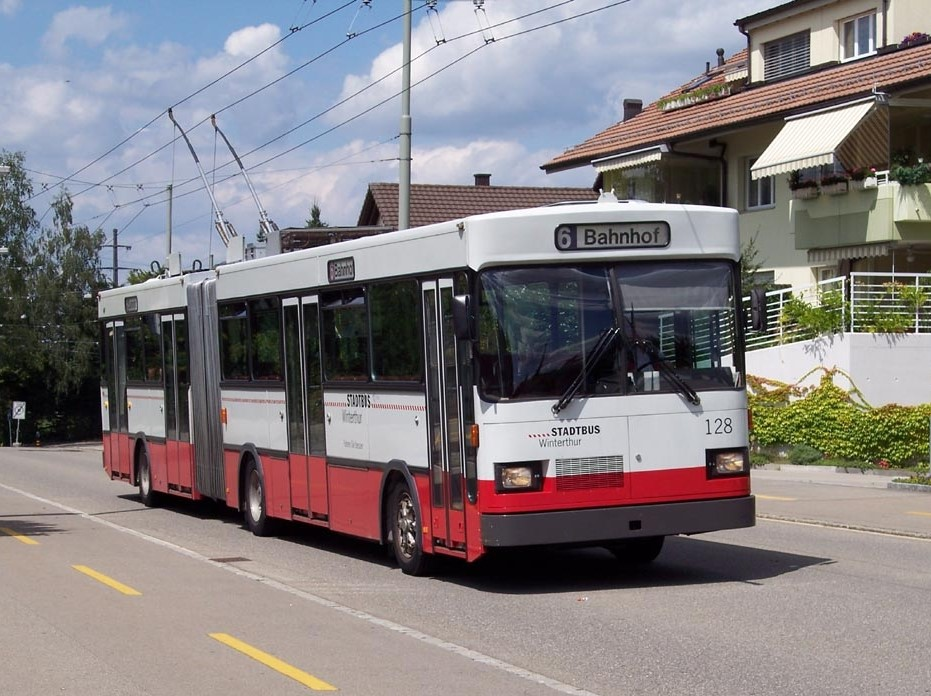
GT 560 / 640-25

### 軍用車両

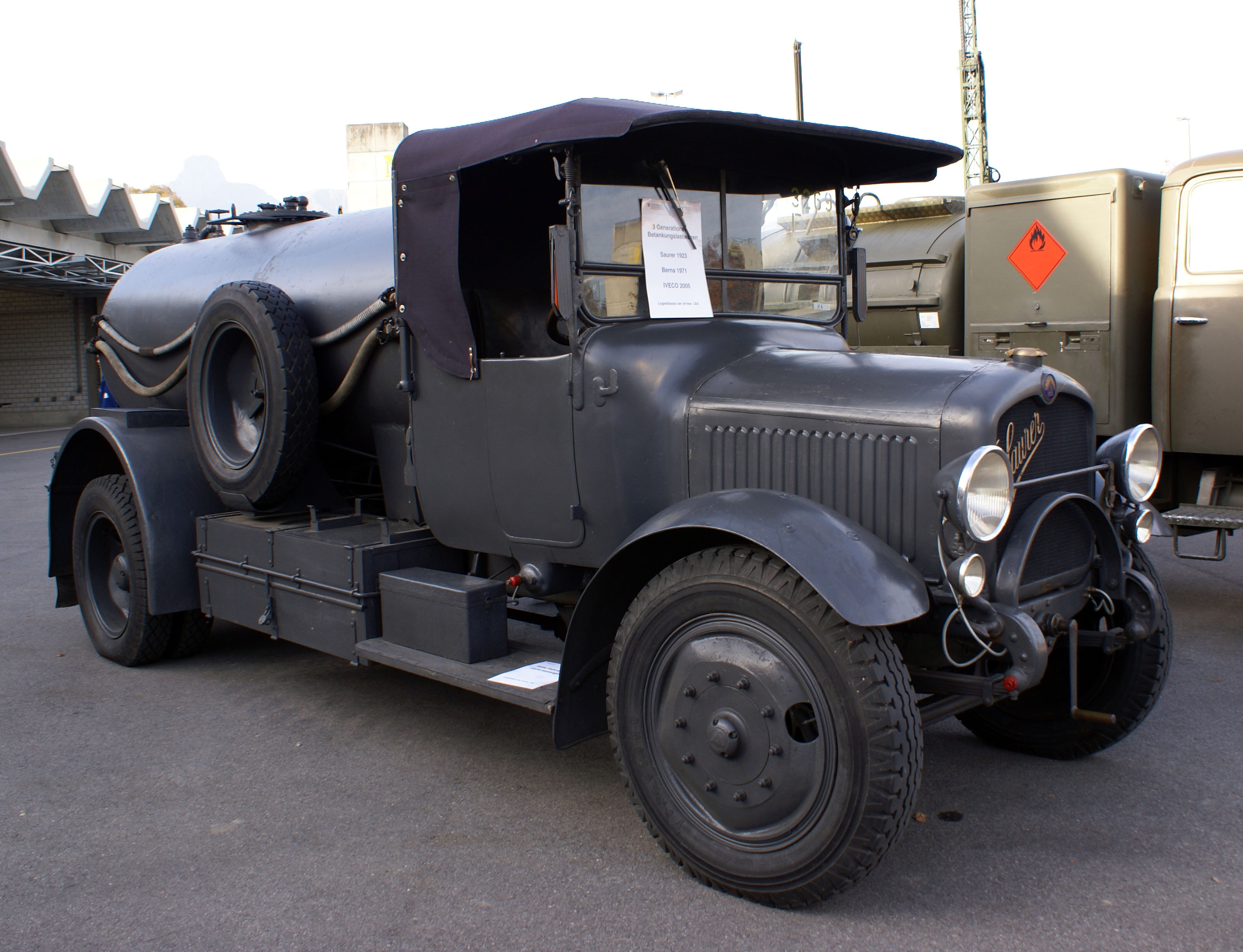
1923年式タンクローリー
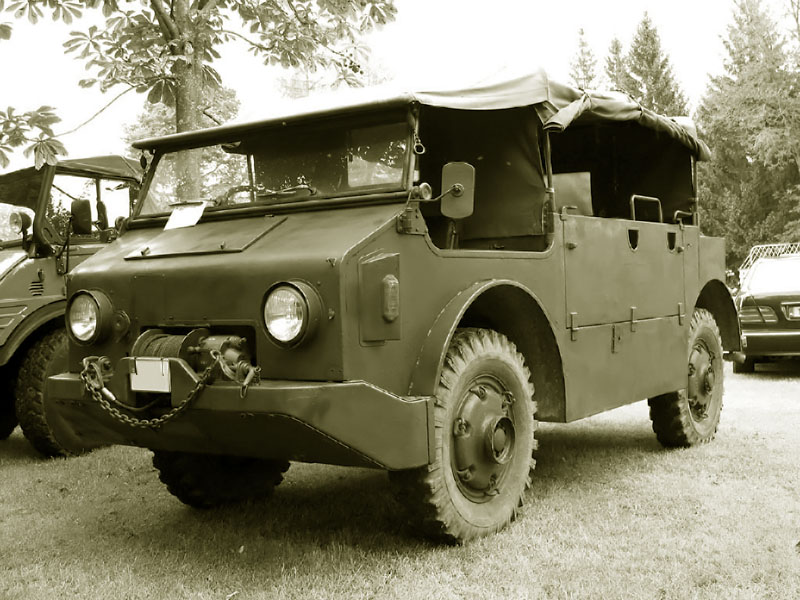
ザウラーMH4 4×4
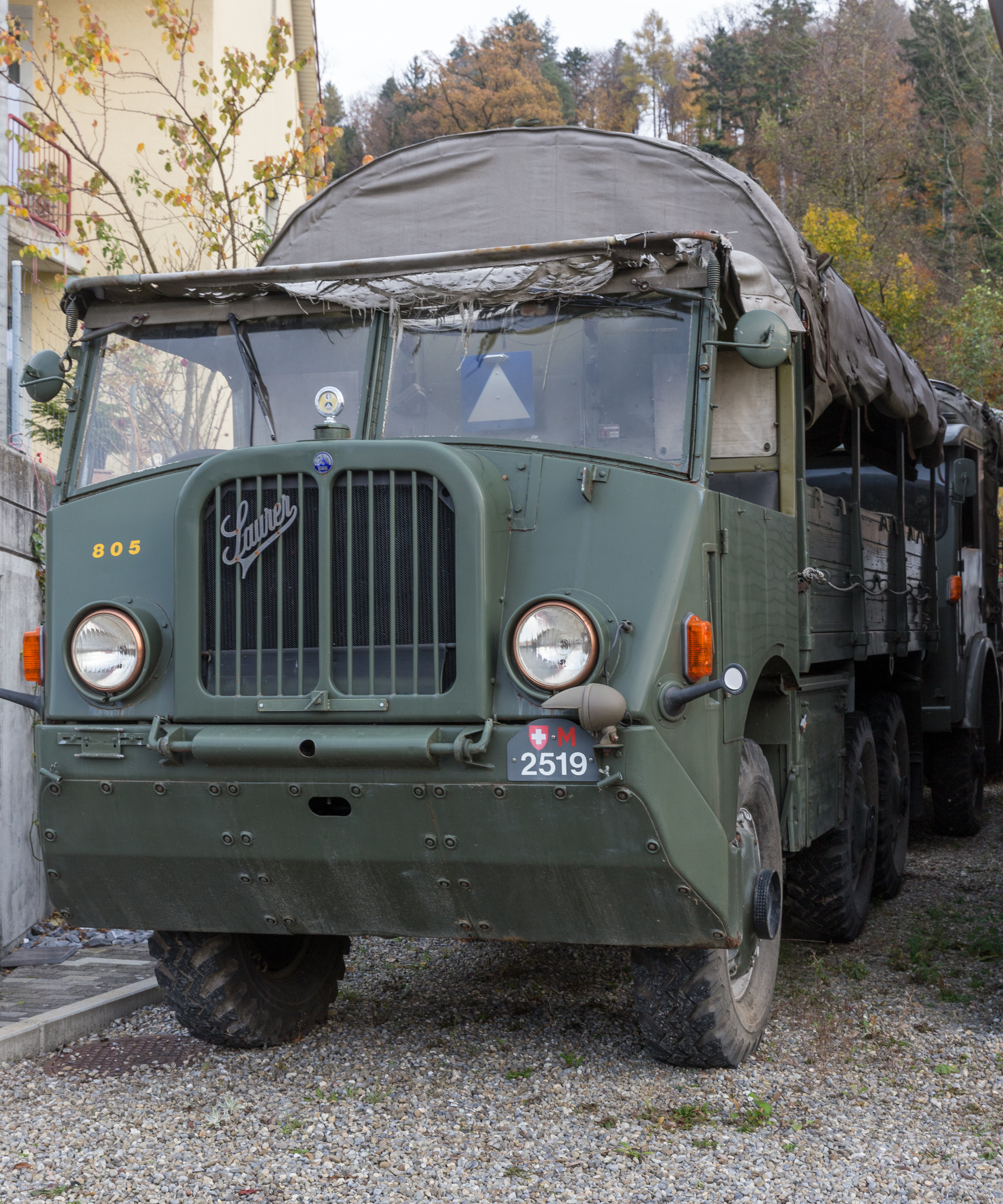
ザウラーM6
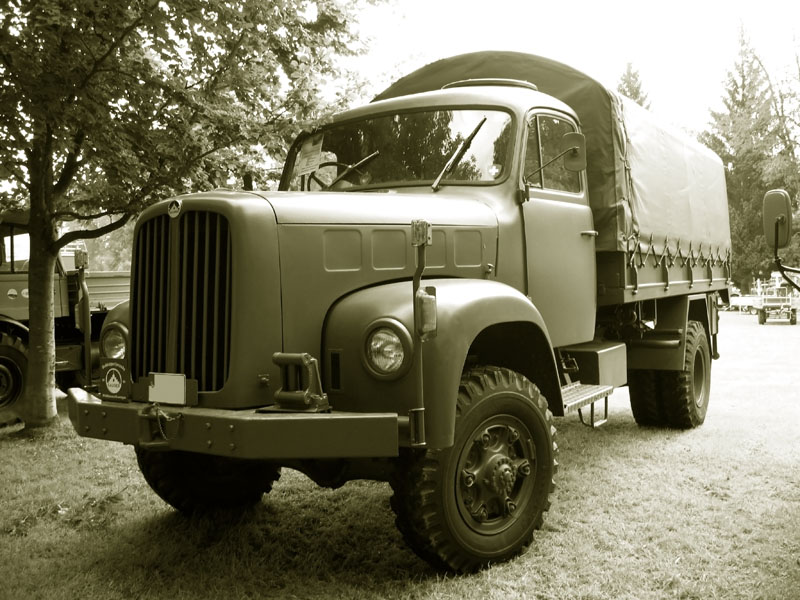
ザウラー2DM 4×4
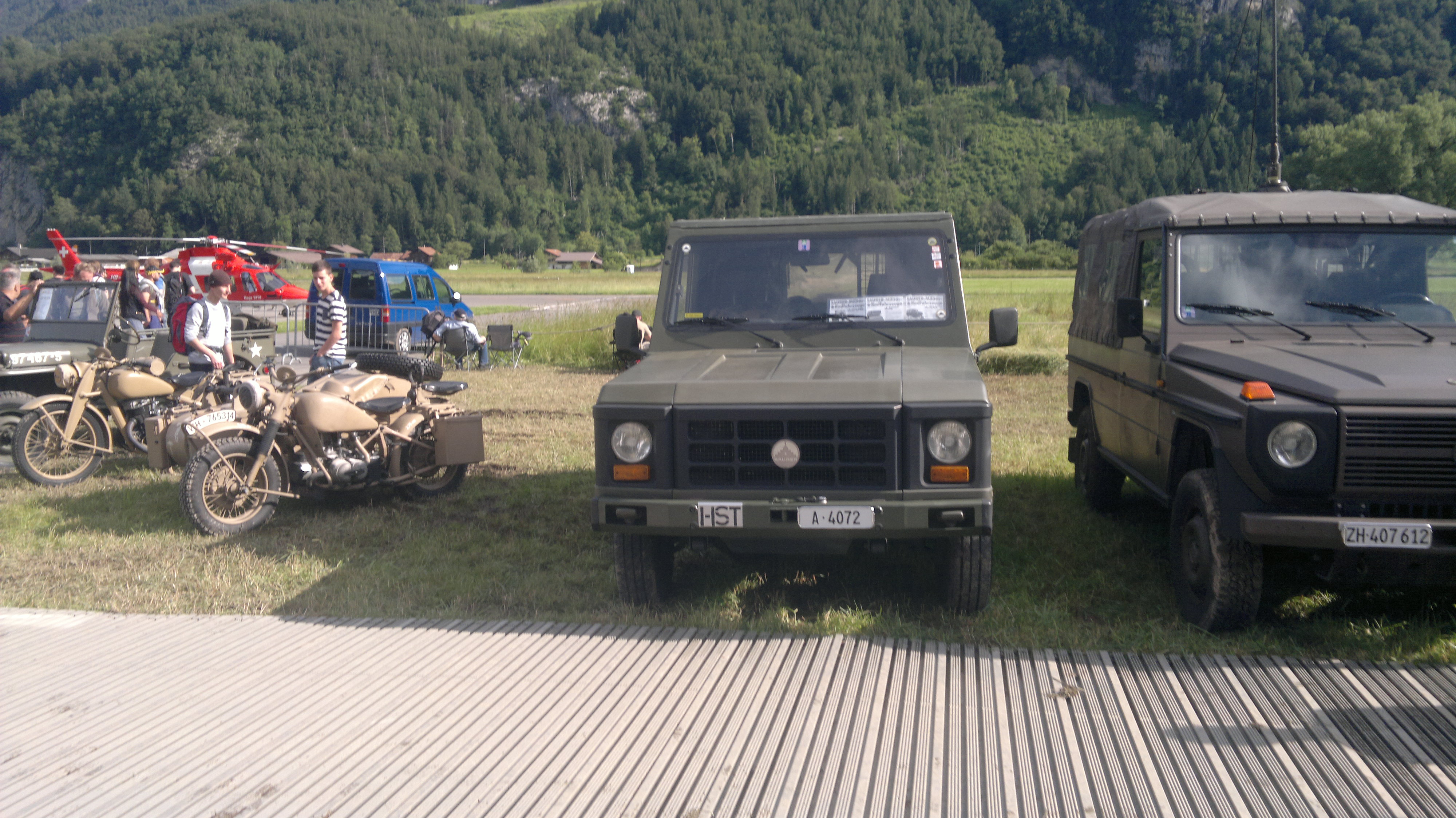
F006
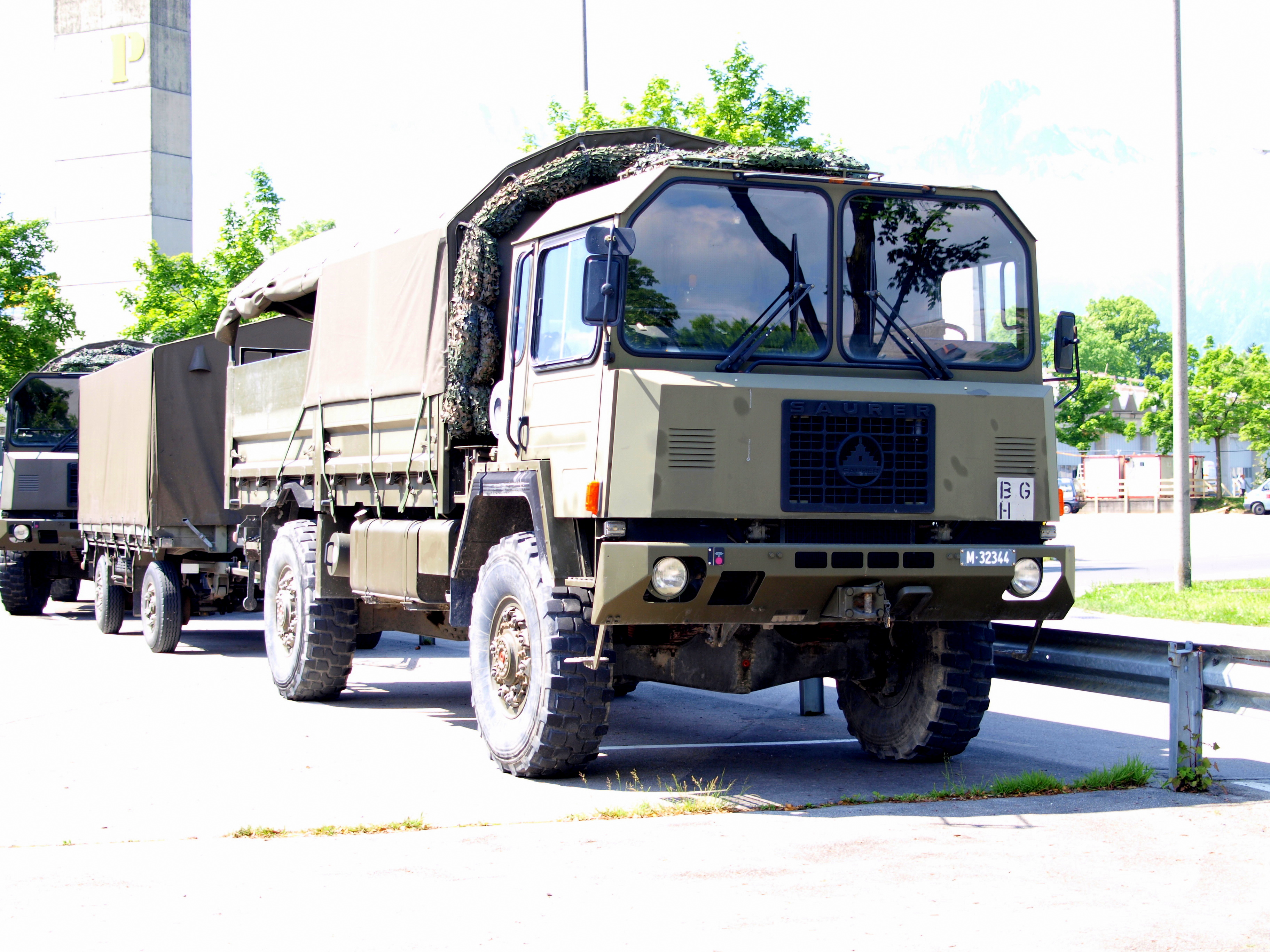
ザウラー6DMトラック
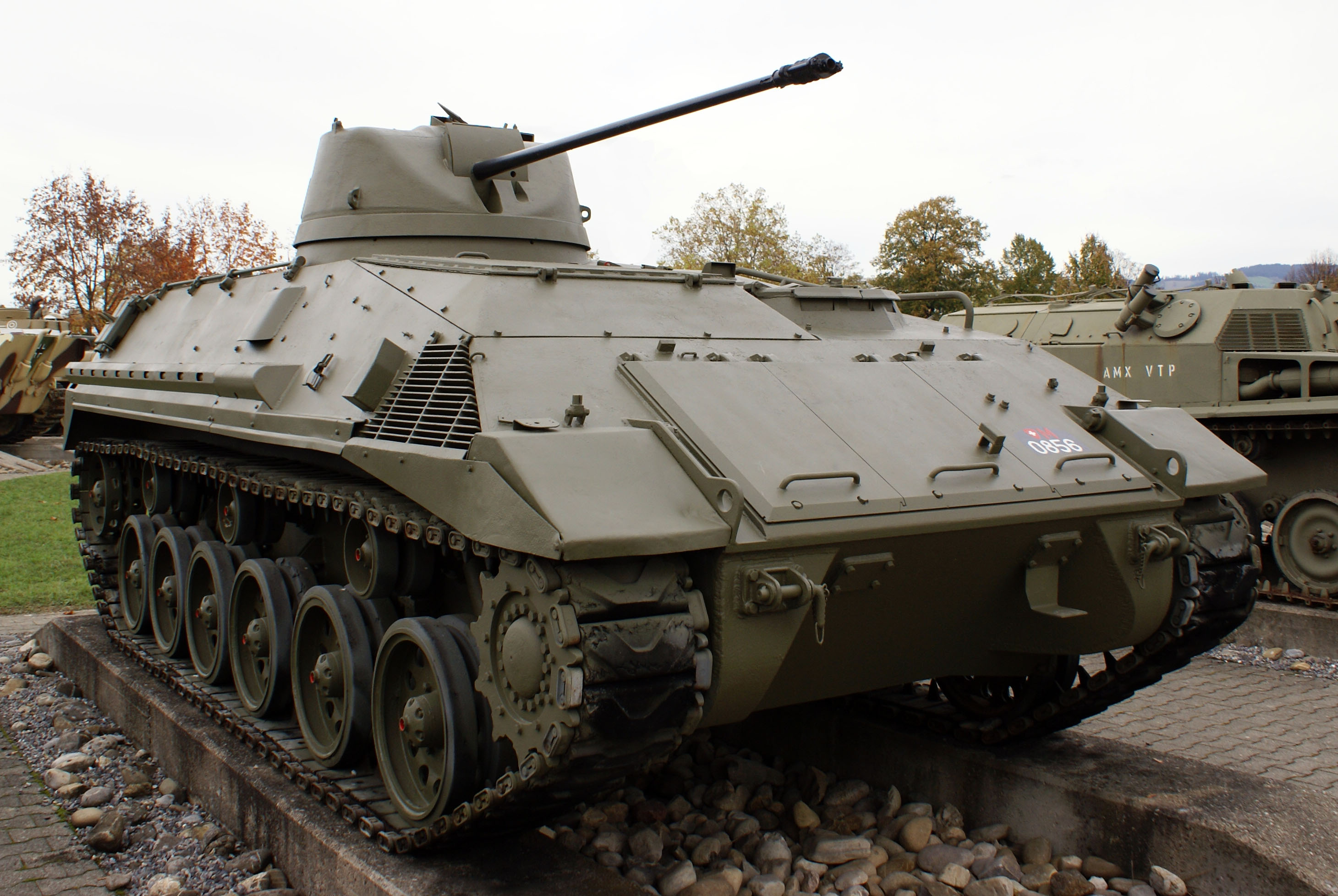
歩兵戦闘車タルタルガ
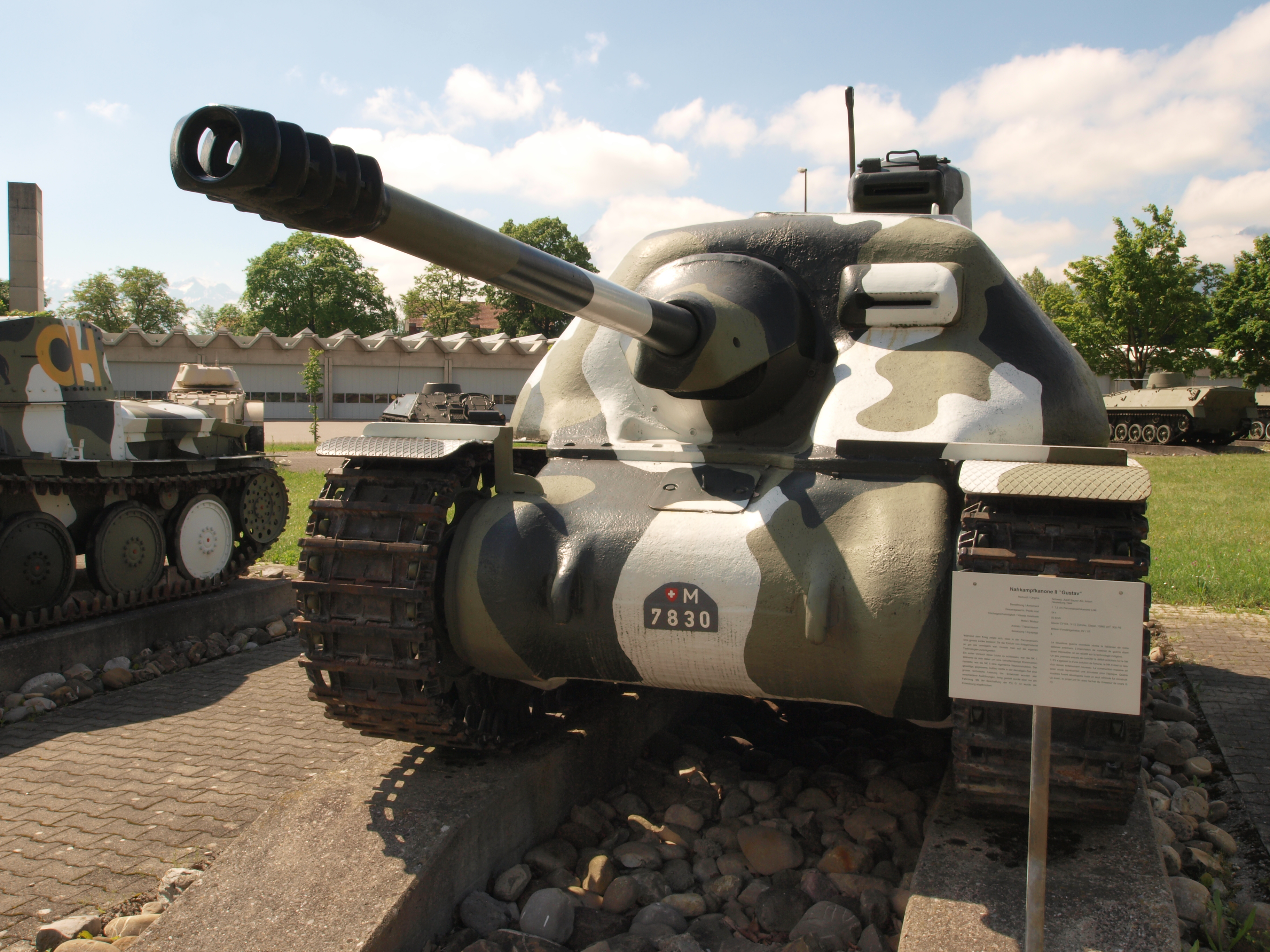
ナーカンプカノンII